# Arne Pilegaard Larsen
 Der er flere personer med dette navn, se Arne Larsen.
Arne Pilegaard Larsen (16. september 1912 på Ilagergård, Lundby ved Skælskør – 11. marts 1979 i Næstved) var en dansk landmand, der bl.a. var præsident for Landbrugsraadet.
Larsen havde sine rødder i højskolebevægelsen og blev allerede som 28-årig selvstændig landmand ved Faxe. Han var sognefoged 1945-1973, og blev i 1963 formand for De Samvirkende Sjællandske Landboforeninger. I 1974 blev han præsident for Landbrugsraadet. Han besad posten til 1979. Under hans tid som præsident fik rådet optaget husmandsforeningerne. Larsen plejede et tæt samarbejde med socialdemokraten Per Hækkerup, ligesom han formidlede samarbejde med udenlandske landbrugsledere.
Han blev Ridder af Dannebrog 1966 og Ridder af 1. grad 1972.